# Loren Graham
Loren Raymond Graham (* 29. Juni 1933 in Hymera, Indiana; † 15. Dezember 2024) war ein US-amerikanischer Wissenschaftshistoriker, der sich insbesondere mit russischer und sowjetischer Wissenschaftsgeschichte befasste.

## Werdegang
Graham studierte an der Purdue University mit dem Bachelor-Abschluss als Chemieingenieur 1955 und an der Columbia University mit dem Master-Abschluss 1960 und der Promotion in Geschichte 1964. Ab 1963 war er Assistant Professor für Wissenschaftsgeschichte an der Indiana University sowie ab 1966 Associate Professor und ab 1972 Professor für Geschichte an der Columbia University. Ab 1978 war er Professor am Massachusetts Institute of Technology und ab 1985 an der Harvard University.
1996 erhielt er die George-Sarton-Medaille. 1986 wurde er Ehrendoktor der Purdue University. Er war Fellow der American Academy of Arts and Sciences, der American Philosophical Society und der American Association for the Advancement of Science. 1969/70 war er als Guggenheim Fellow am Institute for Advanced Study. Außerdem war er Woodrow Wilson und Rockefeller Fellow. Er war auswärtiges Mitglied der Russischen Akademie der Wissenschaften. 2000 erhielt er den Follo Award der Michigan Historical Society.
Loren Graham war seit 1955 mit Patricia Graham (ehemaliger Dekan in Harvard und dort Professorin für Geschichte der Pädagogik) verheiratet und hat eine Tochter. Er hatte einen Leuchtturm auf einer Insel im Lake Superior als Sommerhaus, wo er freiwillig für die Küstenwache arbeitete und sich an Rettungsoperationen für Seeleute beteiligte. Er schrieb auch Bücher über die Geschichte der Chippewa-Indianer auf Grand Island im Lake Superior.

## Schriften
- mit Oliver Caldwell: Moscow in May 1963: Education and Cybernetics, Washington, 1964.
- The Soviet Academy of Sciences and the Communist Party, 1927–1932, Princeton University Press, 1967.
- Science and Philosophy in the Soviet Union, Alfred Knopf, 1972.
- Between Science and Values, Columbia University Press, 1981.
- Science in Russia and the Soviet Union: A Short History, Cambridge University Press, 1993.
- Herausgeber mit Wolf Lepenies, Peter Weingart: Functions and Uses of Disciplinary Histories, Reidel, 1983.
- Herausgeber mit Richard Stites, Autor: Alexander Bogdanov: Red Star. The First Bolshevik Utopia, Indiana University Press, 1984.
- Science, Philosophy, and Human Behavior in the Soviet Union, Columbia University Press, 1987.
- als Herausgeber: Science and the Soviet Social Order, Harvard University Press, 1990.
- The Ghost of the Executed Engineer: Technology and the Fall of the Soviet Union, Harvard University Press, 1993.
- The Face in the Rock: the Tale of a Grand Island Chippewa, University of California, 1995, 1998.
- What Have We Learned about Science and Technology from the Russian Experience?, Stanford University Press, 1998.
- Moscow Stories, Indiana University Press, 2006.
- mit Katherine Geffine Carlson: Grand Island and its Families, GIA, 2007.
- mit Irina Dezhina: Science in the New Russia: Crisis, Aid, Reform, Indiana University Press, 2008.
- mit Jean-Michel Kantor: Naming Infinity: A True Story of Religious Mysticism and Mathematical Creativity, Harvard University Press, 2009 (Vergleich des Zugangs französischer und russischer Mathematiker – die Moskauer Schule von Nikolai Lusin, Dmitri Jegorow – in der reellen Analysis Anfang des 20. Jahrhunderts).
- Lysenko’s Ghost. Epigenetics and Russia. Harvard University Press, Cambridge, Massachusetts, USA 2016, ISBN 978-0-674089051.